# Pa (EP)
Pa (estilizado como PA) es el tercer extended play del cantante y compositor mexicano Caloncho, fue producido por el también cantante colombiano Juan Pablo Vega y Bardo Martínez.
El EP contiene tres canciones escritas por él mismo, dedicas a su hija menor. Ximena Sariñana tiene breves apariciones en los coros. Se grabó en El Desierto, un estudio ubicado en la Ciudad de México, fue distribuido por Universal Music México y salió a la venta el 3 de mayo de 2019.
Al respecto del álbum Caloncho comentó: «Pa es un resumen de lo que estoy viviendo en la paternidad, canciones que compuse cantándole a mi bebé y pensando en el reggae, esa música que disfruto, escucho, bailo y me hizo crear mi propio criterio musical a base de canciones de amor y cariño, con mensaje» según una entrevista para la revista ZETA Libre.

## Lista de canciones
| Lista de canciones |                 |                                 |          |  |
| N.º                | Título          | Escritor(es)                    | Duración |  |
| 1.                 | «Bolita de pan» | Oscar Alfonso Castro Valenzuela | 3:05     |  |
| 2.                 | «Mamá dorada»   | Castro Valenzuela               | 2:53     |  |
| 3.                 | «China chula»   | Castro Valenzuela               | 3:21     |  |
| 9:21               |                 |                                 |          |  |

## Historial de lanzamiento
| País   | Fecha             | Formato(s)       | Sello                  | Ref.  |
| ------ | ----------------- | ---------------- | ---------------------- | ----- |
| México | 3 de mayo de 2019 | Descarga digital | Universal Music México | [ 6 ] |